# 47,el muerto
47, el muerto es un cortometraje argentino de 2000, dirigido por Adrián Dentoni y Fernando Gabriel Sosa, considerado pionero en el subgénero de terror de revisionismo histórico dentro del cine argentino.

## Sinopsis
La obra narra la historia de un ex-represor de la última dictadura militar argentina que comienza a ser acosado por la presencia espectral de una de sus víctimas desaparecidas. La inversión del rol del victimario en sujeto del terror constituye el eje central de la propuesta narrativa.

## Estilo
47, el muerto combina elementos de terror psicológico con recursos visuales experimentales: fotografía en blanco y negro, estética de found footage, uso del sonido crudo y montaje discontinuo. Esta búsqueda formal refuerza el clima opresivo y simbólico del relato.

## Importancia y legado
El cortometraje es considerado el primer exponente del subgénero de terror revisionista histórico en Argentina, al vincular explícitamente el horror político de la dictadura con los códigos del cine de terror.
Posteriormente, películas como 1978 de los hermanos Onetti retomaron esta línea, consolidando un corpus de producciones que cruzan memoria histórica y géneros de horror.